# Газова емболія
Газова емболія (повітряна емболія) — явище попадання чи утворення бульбашки газу, чи газової суміші (наприклад, повітря, водолазна дихальна суміш) в кровоносну судину малого діаметра і повне перекриття її просвіту, тобто повна зупинка руху крові по судині. Також це захворювання, що виникає внаслідок прориву стінок альвеол з капілярами, що приводить до виносу повітряних бульбашок у кровоносне русло. Кров приносить їх у серце, звідки вони потрапляють в артерії великого кола кровообігу і досягають життєво важливих органів, перешкоджаючи нормальному їх кровопостачанню і пошкоджуючи стінки кровоносних судин.
Попадання бульбашок у головний мозок спричинює втрату свідомості, порушення зору, слуху, координації, руху, паралічі. Попадання повітря в коронарні артерії призводить до гострого інфаркту міокарда. Гази в підшкірних судинах зумовлюють появу на шкірі червоно-білих плям («мармуровий» малюнок шкіри).
Газова емболія є найсерйознішою формою баротравми легенів. Вона характеризується ушкодженням легенів і пульмонарних капілярів з наступним проникненням бульбашок газу в кровоносне русло.

## Симптоматика
Знерухомлення та сильний біль у грудях, розвивається ціанотичний відтінок шкіри, болісний кашель.
Розвиток церебральної емболії характеризується проникненням бульбашок повітря з током крові у відділи головного мозку, іноді спостерігається розвиток парезів і паралічів. У постраждалих може спостерігатися змішана форма баротравми легенів, яка характеризується поєднанням різних видів баротравматичної емфіземи, газової емболії й пневмотораксу.